# Внешняя политика Украины (2014—2019)
Как отмечают российские исследователи, «„постмайданный“ период в истории внешней политики Украины можно считать периодом отказа от многовекторности и фактического превращения страны в объект международных отношений». В 2014 году новые украинские власти выбрали исключительно прозападный курс, абсолютными внешнеполитическими ориентирами которого стали американоцентризм и евроатлантизм (стремление интегрироваться в Евросоюз и НАТО). Доминантами внешнеполитической деятельности явились стремление к получению поддержки со стороны США и контролируемых ими международных финансовых и военно-политических организаций и противостояние «угрозе» со стороны Москвы.
В геополитическом плане это означает самовыдвижение Украины на роль своего рода «фронтира», пограничья между Евросоюзом и Россией. Официальный Киев заявляет о готовности взять на себя роль защитника коллективного Запада на линии существующего, по мнению украинской власти, «цивилизационного разлома». Ключевую роль в продвижении Киевом этого тезиса играют обвинения России в «аннексии» Крыма и «провоцировании», а в последующий период — «вмешательстве» России в конфликт на востоке Украины. Наибольшей поддержкой эта концепция пользуется в странах «новой Европы» — государствах Прибалтики и Польше — в отличие от так называемой «старой Европы». Украина прилагает усилия для втягивания всей объединённой Европы в жёсткую конфронтацию с Россией.

### Смена власти на Украине и её внешнеполитические последствия
21 февраля 2014 года на фоне кровопролитного противостояния в центре Киева между участниками Евромайдана и правоохранительными органами президент Виктор Янукович и лидеры парламентской оппозиции при посредничестве высокопоставленных представителей Польши, Германии и Франции подписали «Соглашение об урегулировании политического кризиса на Украине».
22 февраля Верховная рада отстранила Януковича от власти. Россия высказала сомнение в легитимности этого решения. 4 марта президент РФ Владимир Путин на пресс-конференции, посвящённой событиям на Украине, заявил, что считает Виктора Януковича легитимным президентом Украины, а события, произошедшие на Украине, он оценил как антиконституционный переворот и вооружённый захват власти. На той же пресс-конференции Путин добавил, что если его украинские партнёры будут настаивать на формулировке «революция», он отказывается выполнять условия Будапештского меморандума и вообще считает постреволюционную Украину новым государством, в отношении которого Россия не имеет никаких обязательств:

Когда мы указываем на то, что это антиконституционный переворот, нам говорят: нет, это не вооружённый захват власти, это революция. А если это революция, что это тогда значит? Мне тогда трудно не согласиться с экспертами, которые считают, что на этой территории возникает новое государство. Так же, как было после крушения Российской империи после революции 1917 года… А с этим государством и в отношении этого государства мы никаких обязывающих документов не подписывали — Владимир Путин, 2014.
На Западе, в отличие от России, приветствовали смену власти на Украине. Уже 22 февраля о своей поддержке новых властей Украины заявили главы МИД Великобритании, ФРГ, Швеции. 24 февраля официальный представитель Еврокомиссии Оливье Байи заявил, что в Евросоюзе считают, что украинский парламент «принял законное и демократическое решение», назначив исполняющим обязанности президента спикера Верховной рады Александра Турчинова. Белый дом 22 февраля в своём заявлении по поводу событий на Украине приветствовал «конструктивную работу» Верховной рады над разрешением кризиса. 23 февраля посол США на Украине Джеффри Пайетт заявил, что США не считают события на Украине государственным переворотом.
Внешнеполитическая активность нового руководства Украины в этот период была направлена на закрепление дипломатической поддержки новой власти и организацию коллективного противостояния действиям России в Крыму.

### Украина — Россия

#### Крым
Одним из ключевых узлов в отношениях Украины и России после 2014 года стал вернувший актуальность «крымский вопрос». Казавшийся «мирно улаженным» в 1990-е годы, он, однако, сохранил «неурегулированные аспекты», которые проявили себя «при других лидерах и в других условиях».
Смещение Виктора Януковича с поста президента было воспринято населением в Крыму как государственный переворот, а ряд действий новой власти и её сторонников (голосование Верховной рады об отмене закона об основах государственной языковой политики, радикальные заявления активистов Евромайдана и политических деятелей) привели к активизации русских общественных организаций и мобилизации значительной части этнически русских крымчан против нового руководства Украины.
Россия, в свою очередь, опасалась, что новая власть займётся пересмотром договорённостей о базировании Черноморского флота в Крыму, и в целом восприняла исход Евромайдана как крупное внешнеполитическое поражение — «потерю Украины» в пользу западных стран — и в конце концов, пошла на аннексию Крыма с заявленной целью «защиты русскоязычного населения» полуострова. Действия России получили массовую поддержку среди населения Крыма, но, естественно, не могли не вызвать резкую реакцию в Киеве.
Утром 28 февраля Верховная рада Украины приняла обращение к странам-гарантам целостности Украины, подписавшим в 1994 году Будапештский меморандум, требуя от них «практическими действиями подтвердить закреплённые в меморандуме обязательства согласно принципам заключительного акта СБСЕ уважать независимость, суверенитет и существующие границы Украины». Кроме того, Рада потребовала от России «прекратить шаги, направленные на посягательство на территориальную целостность Украины, и не поддерживать сепаратизм». Постоянный представитель Украины при ООН Юрий Сергеев потребовал срочного созыва заседания Совета Безопасности ООН в связи с обострением ситуации в Автономной Республике Крым, угрожающим территориальной целостности Украины. Совет Безопасности ООН, созванный 28 февраля на внеочередное заседание в связи с ситуацией на Украине, выразил поддержку её территориальной целостности, призвал все стороны к политическому диалогу и напомнил о необходимости выполнении международных договоров, в том числе Будапештского меморандума. В дальнейшем СБ ООН регулярно обсуждал ситуацию на Украине и в Крыму, при этом официальных решений не принималось ввиду угрозы применения права вето со стороны постоянных членов СБ ООН, занимающих противоположные позиции по этим проблемам.
Как сообщила пресс-служба МИД России, Россия ответила отказом на предложения Украины в связи с событиями в АР Крым провести безотлагательные двусторонние консультации согласно Статье 7 Договора о дружбе, сотрудничестве и партнёрстве между Российской Федерацией и Украиной от 31 мая 1997 года, поскольку РФ рассматривает крымские события как следствие внутриполитических процессов на Украине.
Министерство иностранных дел Украины передало российской стороне ноту протеста в связи с нарушением воздушного пространства Украины и несоблюдением соглашения о базировании ЧФ в Крыму. Также было отмечено, что Украина не обращалась за помощью к России для обеспечения порядка на территории Крыма, в связи с чем министерство потребовало немедленного возвращения войск в места их постоянной дислокации. Исполняющий обязанности президента Александр Турчинов выступил с телеобращением, в котором обвинил Россию в военной агрессии в Крыму.
МИД России объяснил передвижения бронетехники ЧФ РФ в Крыму «необходимостью обеспечения охраны мест дислокации Черноморского флота на территории Украины» и заявил, что они происходят «в полном соответствии с базовыми российско-украинскими соглашениями по Черноморскому флоту».
1 марта президент Российской Федерации Владимир Путин внёс в Совет Федерации РФ обращение «Об использовании войск Российской Федерации на территории Украины». В тот же день Совет Федерации на экстренном заседании единогласно принял соответствующее постановление.
В тот же день и. о. министра иностранных дел Украины Андрей Дещица обратился к руководству НАТО с просьбой рассмотреть все возможные способы защиты территориальной целостности страны.
3 марта МИД Украины обвинил Россию в нарушении соглашений о статусе и условиях пребывания ЧФ РФ на территории Украины
6 марта Генеральная прокуратура Украины инкриминировала командующему Черноморским флотом России вице-адмиралу Александру Витко совершение преступлений на территории Автономной Республики Крым (подстрекательство к государственной измене и организация диверсии), за совершение которых предусмотрено наказание в виде лишения свободы на срок от 3 до 15 лет. Украинские СМИ сообщали, что командующий Витко потребовал от украинских военных сдаться под угрозой штурма подразделений и частей вооружённых сил Украины, находящихся на территории Крыма.
8 марта было объявлено о намерении Украины выйти из СНГ в связи с тем, что её обращения по поводу действий России игнорировались этой организацией. 19 марта Украина отказалась от председательства в СНГ и заявила о начале процедуры выхода из организации.
11 марта Верховная рада Украины вновь обратилась к странам-гарантам безопасности Украины по Будапештскому меморандуму с призывом сохранить территориальную целостность страны, применяя все возможные меры — дипломатические, политические, экономические и военные.
МИД Украины вызвал временного поверенного в делах России Андрея Воробьёва и выразил протест по поводу заявления МИД РФ, признавшего правомерной декларацию о независимости Крыма и Севастополя: «Украина категорически осуждает прямое вмешательство Российской Федерации во внутренние дела нашего государства. Действия российской стороны прямо противоречат фундаментальным принципам международного права и общепризнанным принципам сосуществования государств».
12-13 марта и. о. главы правительства Украины Арсений Яценюк совершил поездку в США, где провёл переговоры с Бараком Обамой и выступил на заседании Совбеза ООН, где ещё раз призвал Россию вывести войска из Крыма и сесть за стол переговоров для урегулирования конфликта.
13 марта Верховная рада приняла обращение к ООН с просьбой оказать поддержку территориальной целостности Украины. В своём заявлении парламент обвинил Россию в необоснованной агрессии и попытке аннексировать часть украинской территории. Рада призвала ООН немедленно рассмотреть ситуацию в Крыму.
15 марта состоялось очередное заседание Совета Безопасности ООН, на котором проект резолюции по Украине был вынесен на голосование. В проекте подчёркивалась приверженность Совета принципам единства, суверенитета и территориальной целостности. 13 государств-членов Совета поддержали резолюцию, Китай воздержался, а Россия воспользовалась правом вето.
Тем временем новые местные органы власти в АРК и Севастополе, благодаря поддержке России и несмотря на попытки противодействия со стороны властей Украины и давление стран Запада, в сжатые сроки организовали и провели 16 марта референдум о статусе Крыма, предложив населению Крыма ответить на вопрос о возможности его выхода из состава Украины и вхождения в состав России. 17 марта на основании результатов референдума и Декларации о независимости была в одностороннем порядке провозглашена суверенная Республика Крым, в состав которой вошёл Севастополь в качестве города с особым статусом. 18 марта был подписан договор между Российской Федерацией и Республикой Крым о принятии Республики Крым в состав России.
17 марта МИД Украины призвал международное сообщество не признавать Республику Крым, провозглашённую Верховным Советом Крыма «по результатам антиконституционного референдума, проведённого с вопиющими нарушениями общеевропейских норм и стандартов проведения референдумов». Украина отозвала для консультаций своего посла в России. 18 марта МИД Украины вручил временному поверенному в делах Российской Федерации на Украине А. Воробьёву ноту протеста против признания Россией Республики Крым и подписания договора о принятии в состав Российской Федерации Республики Крым и Севастополя.
20 марта Верховная рада приняла декларацию о борьбе за освобождение страны, в которой призвала мировое сообщество не признавать Республику Крым и аннексия Крыма Россией. «От имени народа Украины» парламент заявил, что «Крым был, есть и будет в составе Украины. Украинский народ никогда и ни при каких условиях не прекратит борьбу за освобождение Крыма».
21 марта Александр Турчинов после встречи с генеральным секретарём ООН Пан Ги Муном высказался за создание в Крыму «демилитаризованной зоны» и направление сюда мониторинговой миссии ООН. По его мнению, демилитаризация Крыма могла бы привести к «восстановлению суверенитета Украины и нормальному функционированию Крыма в рамках суверенной Украины, как того требует конституция».
Большинство государств-членов ООН не признало легитимность крымского референдума. США, государства Евросоюза и ряд других стран — партнёров США и ЕС, а также ряд международных организаций и объединений, включая НАТО, ПАСЕ, ПА ОБСЕ, охарактеризовали действия России как агрессию, оккупацию и аннексию части украинской территории, подрыв территориальной целостности Украины. Россия, со своей стороны, ссылается на закреплённое в уставных документах ООН право народов на самоопределение, которое, согласно позиции РФ, и было реализовано населением Крыма, «восставшим» против силовой смены власти в стране.
11 апреля Украина присоединилась к индивидуальным санкциям Евросоюза, введённым против ряда российских граждан и пророссийских крымских политиков, а также запретила более чем 100 государственным служащим — гражданам России, поддержавшим аннексию Крыма Российской Федерацией, въезд на свою территорию.
В последующие годы руководство Украины на всех внешнеполитических уровнях (ООН, Совет Европы, ОБСЕ, НАТО и др.) постоянно поднимало вопрос об осуждении аннексии Крыма Российской Федерацией. Россию обвиняют в нарушении прав и свобод населения оккупированного Крыма, подавлении и запугивании проукраинских «свободных СМИ» и политических активистов.

#### Статус Азовского моря и Керченского пролива
К 2014 году правовой статус Керченского пролива как разделяющего территории России и Украины регламентировался рядом российско-украинских соглашений. Договор между Россией и Украиной «О сотрудничестве в использовании Азовского моря и Керченского пролива», подписанный в Керчи 24 декабря 2003 года президентами Владимиром Путиным и Леонидом Кучмой и вступивший в силу 23 апреля 2004 года, наделял торговые суда и военные корабли, а также другие государственные суда под флагом Российской Федерации или Украины, эксплуатируемые в некоммерческих целях, свободой судоходства в проливе. Для прохода через пролив и вход в Азовское море военных кораблей и других судов третьих стран требовалось согласие РФ и Украины. Акватория пролива не была разграничена между государствами; Договор относил пролив к «историческим внутренним водам» двух стран и предписывал мирное разрешение споров о проливе «совместно или по согласию» двух стран. При этом статус «внутренних вод» для обеих стран также позволяет как российским, так и украинским военным беспрепятственно задерживать и досматривать суда другой стороны и иностранных держав.
В 2007 году морскими администрациями России и Украины было подписано временное положение о порядке прохода судов через Керченский пролив, согласно которому все суда, следующие через пролив, должны запрашивать разрешение у Керченского порта. В 2012 году было подписано соглашение о безопасности мореплавания в Азовском море и Керченском проливе. Прохождение судов по судоходной части пролива (Керчь-Еникальский канал), оба берега которой являлись частью территории Украины, регулировалось украинским законодательством.
После аннексии Крыма под российский контроль полностью перешёл Керченский пролив, который Россия рассматривает как часть своих территориальных вод и де-факто осуществляет самостоятельное регулирование судоходства в нём. Украина, не признающая Крымский полуостров частью России, не признаёт и прилегающие к нему воды территориальными водами РФ.
16 сентября 2016 года Украина инициировала в Постоянной палате третейского суда разбирательство с Россией в рамках Конвенции ООН по морскому праву. 19 февраля 2018 года Украина представила в Постоянную палату третейского суда меморандум, в котором обвинила Россию в нарушении суверенных прав Украины в Чёрном и Азовском морях и в Керченском проливе. Украина требует прекратить нарушение Россией Конвенции ООН по морскому праву, подтвердить права Украины в Чёрном и Азовском морях и в Керченском проливе, обязать Россию уважать суверенные права Украины в её водах, прекратить расхищение украинских природных ресурсов, а также выплатить компенсацию за причинённый ущерб.
В марте 2018 года произошло обострение украинско-российского конфликта вокруг Азово-Керченской акватории, вызванное задержанием украинскими пограничниками крымского рыболовецкого судна «Норд», шедшего под российским флагом. Россия в ответ усилила досмотр судов, проходящих через Керченский пролив. Ужесточение процедур досмотра вызвало негативную реакцию властей Украины. Украина обвинила Россию в попытках «начать военно-экономическую блокаду Азовского побережья Украины» и, чтобы «адекватно противостоять» действиям России, предприняла шаги по усилению своего военно-морского присутствия в регионе; в частности, было объявлено о намерении до конца 2018 года создать на море базу ВМС.
25 ноября 2018 года в Керченском проливе произошёл вооружённый инцидент, в ходе которого Вооружённые силы РФ и корабли Береговой охраны Пограничной службы ФСБ России с применением оружия задержали корабли Военно-морских сил Украины, пытавшиеся пройти через Керченский пролив.
Государства-члены Евросоюза, НАТО и Большой семёрки, Парламентская ассамблея Совета Европы осудили действия России в ходе инцидента. И Украина, и Россия потребовали экстренного созыва Совета Безопасности ООН. Обсуждение прошло 26 и 27 ноября, каких-либо резолюций по итогам заседаний принято не было. Генеральная Ассамблея ООН 17 декабря осудила «неоправданное применение силы Россией против Украины» и призвала «безоговорочно и безотлагательно освободить суда и их экипажи и оборудование», а также не препятствовать осуществлению свободы навигации Украины в Чёрном и Азовском морях и Керченском проливе.
24 января 2019 года ПАСЕ приняла резолюцию под названием «Эскалация напряжённости вокруг Азовского моря и Керченского пролива и угрозы европейской безопасности».

#### Война в Донбассе
В конце февраля — начале марта 2014 года города Юго-Востока Украины охватили массовые общественно-политические акции против действий ультраправых националистических организаций, в защиту статуса русского языка. Акции проходили под антиправительственными, федералистскими, пророссийскими лозунгами. По мере радикализации выступлений и появления новых пророссийских лидеров мирные протесты на территории Донецкой и Луганской областей постепенно переросли в вооружённое противостояние, а лозунги федерализации Украины сменились здесь требованиями самостоятельности регионов и привели к провозглашению Донецкой и Луганской народных республик. Для подавления сепаратистских выступлений украинское руководство объявило о начале антитеррористической операции, переросшей в масштабный вооружённый конфликт между вооружёнными силами Украины и добровольческими военизированными формированиями с одной стороны и отрядами сепаратистов (в основном сторонников непризнанных ДНР и ЛНР) — с другой. Украина и её западные партнёры обвиняют Российскую Федерацию во вмешательстве в конфликт, которое, как утверждается, выражается в использовании регулярных войск в боевых действиях на стороне сепаратистов, а также в поставках оружия и финансовой поддержке непризнанных республик.
17 апреля в Женеве с участием высших дипломатических представителей Украины, ЕС, США и РФ состоялись Четырёхсторонние переговоры по деэскалации конфликта на Украине, по итогам которых было принято совместное заявление, которое предусматривало:
- разоружение незаконных вооружённых формирований, освобождение захваченных административных зданий, улиц, площадей и других общественных мест;
- амнистию участникам протестов и тем, кто освободит здания и другие общественные места и добровольно сложит оружие, за исключением тех, кто будет признан виновным в совершении тяжких преступлений;
- создание Специальной мониторинговой миссии ОБСЕ для содействия немедленной реализации этих мер, направленных на деэскалацию ситуации, с участием наблюдателей от США, ЕС и России;
- осуществление всеобъемлющего, прозрачного и ответственного конституционного процесса с немедленным началом широкого национального диалога, который будет учитывать интересы всех регионов и политических сил Украины.

Эта попытка достичь соглашения между противостоящими сторонами, однако, не имела успеха: уже 22 апреля и. о. президента Украины Турчинов потребовал от силовых структур возобновить проведение «результативных антитеррористических мероприятий для защиты от террористов украинских граждан, проживающих на востоке Украины».
В дальнейшем поиск решения конфликта дипломатическими методами продолжился в так называемом нормандском формате с участием руководителей Германии, Франции, Украины и России, а также в формате трёхсторонней Контактной группы по Украине, что привело, в частности, к подписанию Минского соглашения от 5 сентября 2014 года и недолгому относительному перемирию. С середины января 2015 года на всём протяжении фронта возобновились активные боевые действия. 11-12 февраля на саммите в Минске руководителями Германии, Франции, Украины и России был согласован новый комплекс мер по выполнению сентябрьского соглашения о перемирии.
За четыре года, прошедшие с даты подписания Минских соглашений, однако, фактически ни один их пункт не был выполнен. Украина, рассматривающая вооружённый конфликт в Донбассе как проявление агрессии со стороны России, заявляет о необходимости установления международного контроля над границей между непризнанными республиками и Россией как ключевого условия, способствующего возвращению этих территорий в состав украинского государства.
С середины 2017 года руководство Украины, учитывая то, что процесс урегулирования кризиса в «нормандском формате» на основе минских соглашений зашёл в тупик, сделало ставку на укрепление контактов с новой американской администрацией и достижение урегулирования в Донбассе на основе задействования миротворческого контингента ООН и усиления санкционного давления на Россию.
18 января 2018 года Верховная рада Украины приняла закон «Об особенностях государственной политики по обеспечению государственного суверенитета Украины над временно оккупированными территориями в Донецкой и Луганской областях», регламентирующий отношения с ДНР и ЛНР и механизм их возвращения в состав Украины. По некоторым оценкам, закон в его окончательном виде фактически зафиксировал отход украинских властей от минских соглашений, которые в нём даже не упоминаются. Россия в документе названа «агрессором», а неподконтрольные украинскому правительству территории — «оккупированными». 20 февраля президент Украины Пётр Порошенко подписал закон, а 24 февраля он вступил в силу.

#### Дипломатическое противостояние с Россией
Украина на различных внешнеполитических уровнях постоянно предпринимает шаги, направленные на противодействие России и привлечение внимания международной общественности к российским действиям, которые, по мнению Украины, подрывают её суверенитет и нарушают права украинских граждан.
Россию, в частности, обвиняют в нарушении прав и свобод населения оккупированного Крыма, подавлении и запугивании проукраинских «свободных СМИ» и политических активистов, незаконном уголовном преследовании украинских граждан по политическим мотивам.

#### Антироссийские санкции
Уже в 2014 году Украина присоединилась к антироссийским санкциям Запада.
Украина прекратила сотрудничество с Российской Федерацией в военной сфере, отказалась от сотрудничества с Россией при строительстве третьего и четвёртого блоков Хмельницкой АЭС, запретила на своей территории кредитно-депозитные операции в российских рублях, ввела санкции против российских банков, ввела запрет на деятельность на территории Украины российских платёжных систем, полностью прекратила воздушное сообщение с Россией, запретила российским авиакомпаниям осуществление транзитных рейсов через воздушное пространство Украины, денонсировала десятки соглашений о сотрудничестве с Россией в различных сферах, ввела ограничения на въезд в страну российских граждан, запретила вещание российских телеканалов.
10 декабря 2018 года президент Порошенко подписал закон о прекращении, в связи с вооружённой агрессией России в отношении Украины, Договора о дружбе, сотрудничестве и партнерстве с Российской Федерацией. Действие договора было прекращено 1 апреля 2019 года.

### Украина — СНГ
12 апреля 2018 года президент Порошенко предложил правительству подготовить предложения по официальному прекращению участия украинского государства в СНГ. «Учитывая тот факт, что Украина никогда не была и не является сейчас членом СНГ, а также отказ этой структуры осудить российскую агрессию, просил бы, чтобы мы совместно с правительством наработали позиции об официальном прекращении нашего участия в уставных органах СНГ»,— заявил он, выступая на XI Киевском форуме по безопасности.
Возможность отказа Украины от статуса наблюдателя в СНГ обсуждается с 2005 года, когда президентом был Виктор Ющенко. В ходе аннексии Крыма предложения по разрыву с СНГ активизировались: Украина отказалась от дальнейшего председательства в СНГ, секретарь СНБО Украины Андрей Парубий объявил о «решении начать процесс выхода из СНГ». В том же году депутаты Верховной рады подготовили проект постановления о прекращении членства и участия Украины в органах СНГ. МИД Украины при участии других ведомств подготовил предложения не только по окончательному выходу из СНГ, но и по расторжению Большого украинско-российского Договора о дружбе, сотрудничестве и партнёрстве, подписанного в 1997 году. Эти предложения были представлены в парламентский комитет по иностранным делам, где их поддержали представители «Блока Петра Порошенко» и другие депутаты.
В мае 2018 года Порошенко пообещал вывести страну из договоров СНГ, подписанных в годы членства Украины в этой организации. Он подписал указ о прекращении участия Украины в работе органов Содружества независимых государств и закрытии постоянного представительства в штаб-квартире этой организации, которая расположена в Минске.

### Украина — США

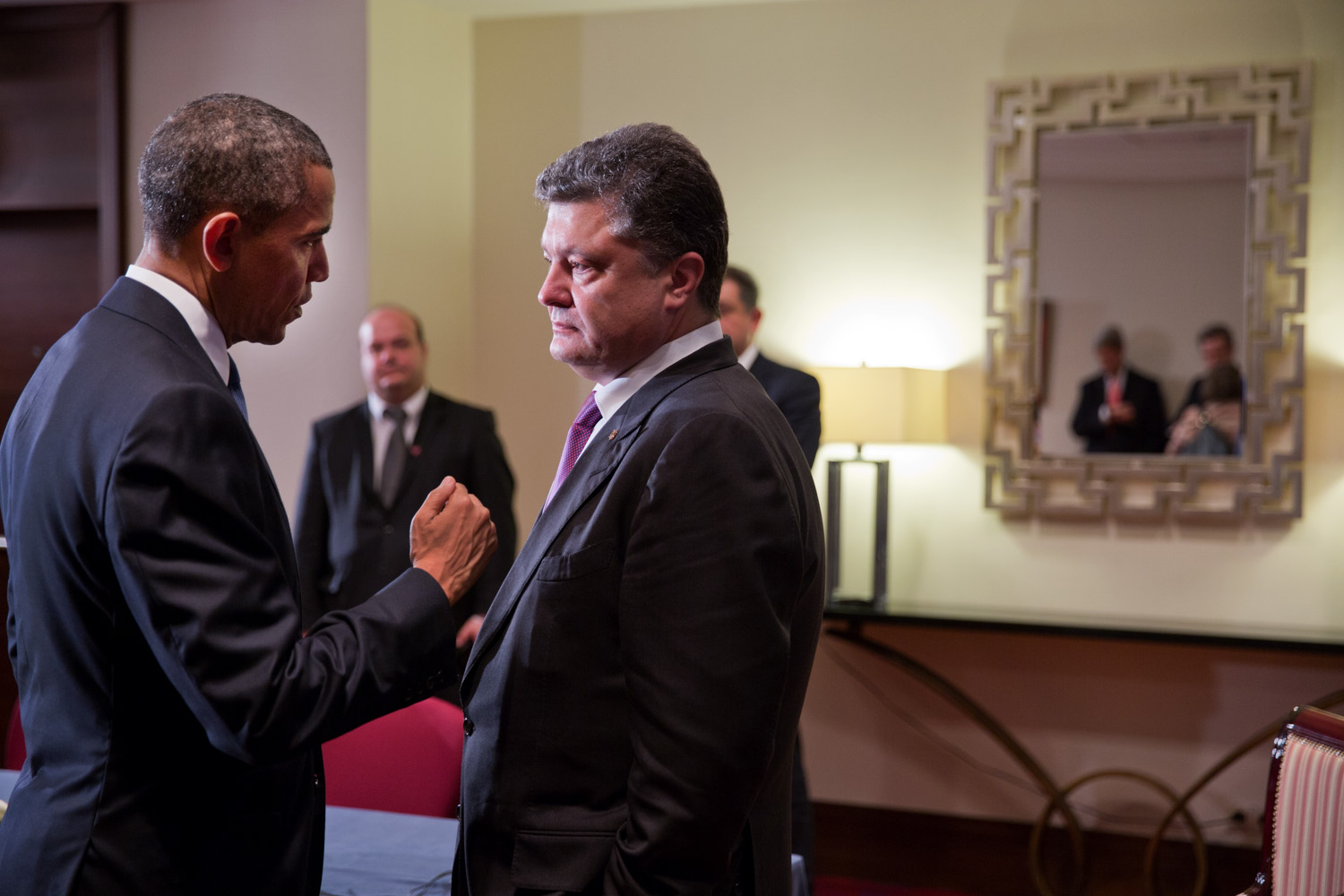
Порошенко и президент США Барак Обама, 7 июня 2014 года.

Как отмечают российские исследователи, в свете существующих геополитических противоречий между США и Россией, связанных с сирийским кризисом, конкуренцией на рынках вооружений и поставок энергоносителей, разрушением системы договоров по контролю над стратегическими вооружениями, представляется очевидным, что сохранение кризиса в отношениях между Украиной и Россией выгодно США по целому ряду причин — в первую очередь, это способствует сдерживанию экономического сотрудничества России со странами Евросоюза и предоставляет удобное обоснование для санкционной политики в отношении России.
Поддержка американской администрацией антироссийских устремлений украинской власти осуществлялась по четырём основным направлениям:
1. сохранение и усиление антироссийских санкций со стороны США и их союзников;
2. содействие выделению финансовой помощи Украине непосредственно из американского бюджета и по линии международных финансовых институтов, неправительственных фондов и организаций;
3. укрепление боевого потенциала ВСУ;
4. поддержка стремления Украины к укреплению союзнических отношений с НАТО, включая размещение на украинской территории военных баз и перспективу дальнейшей интеграции[1].

При этом в отношениях с США Украина является абсолютно ведомым партнёром, поддержка которому оказывается лишь в тех вопросах и до той степени, до которой это выгодно американской администрации. США не стремились принимать непосредственное участие в урегулировании украинского кризиса, ограничиваясь консультированием Киева, закулисными переговорами с Берлином и Парижем и экономическим давлением на Россию, которое во многих случаях можно интерпретировать и как поддержку Украины, и как попытку устранения конкурентов американских и транснациональных компаний на мировом рынке. Финансово-кредитная помощь Украине от международных финансовых организаций, где США играют ключевую роль, осуществляется в ограниченных пределах, достаточных лишь для выживания украинской экономики, и на жёстких условиях.
С самого начала конфликта на Украине Конгресс США выступал за разрешение поставлять Украине оружие и ещё в 2014 году принял закон «О поддержке украинской свободы», санкционирующий такие поставки. Администрация Барака Обамы, однако, препятствовала реализации этого плана, опасаясь, что это приведёт к втягиванию США в конфликт в Донбассе. В связи с этим военная помощь Украине при Обаме ограничивалась предоставлением «нелетального» снаряжения и первые коммерческие лицензии американским компаниям на поставки Украине ограниченного перечня летальных вооружений начали выдаваться лишь в 2017 году, при новой американской администрации Дональда Трампа.
С 2017 года руководство Украины, учитывая то, что процесс урегулирования украинского кризиса в «нормандском формате» (Россия, Украина, Германия, Франция) на основе Минских соглашений зашёл в тупик, сделало ставку на посредничество новой американской администрации Дональда Трампа. Предвыборная кампания Трампа проходила под лозунгом улучшения отношений с Россией, и его победа вызвала обеспокоенность в Киеве, который явно делал ставку на победу Хиллари Клинтон. Открытая поддержка Хиллари Клинтон со стороны администрации Петра Порошенко стала важнейшей внешнеполитической ошибкой украинской власти. Ситуация переменилась лишь после спешного визита Порошенко в Вашингтон, одним из главных итогов которого стало подписание соглашения на поставку Украине американского антрацита. Спецпредставителем Госдепартамента США по Украине был назначен Курт Волкер, известный как убеждённый противник «нормандского формата», который, по его мнению, выгоден лишь России.
Выступая в Атлантическом совете в декабре 2017 года, госсекретарь США Рекс Тиллерсон заявил, что США оставят в силе существующий режим антироссийских санкций «до тех пор, пока не прекратится российское вторжение на Украину и пока её территориальная целостность не будет восстановлена».
В конце декабря 2017 года Госдепартамент США подтвердил намерение американской администрации начать поставки Украине летального оружия. При этом, называя поставляемое оружие «сугубо оборонительным», в США не считают этот шаг нарушением минских договорённостей. Летальное оружие, поставки которого начинаются в 2018 году, включает в себя крупнокалиберные снайперские винтовки Barrett M107A1, боеприпасы и запчасти к ним, а также современные ПТРК FGM-148 Javelin (210 противотанковых ракет и 35 установок стоимостью 47 млн долларов) (в январе 2018 года Курт Волкер заявил об ограничениях на использование поставляемых противотанковых комплексов — они могут использоваться только при необходимости отразить танковую атаку, а не «для нападения и применения на линии конфликта в Донбассе»). По данным Минобороны США на середину 2018 года, с 2014 года США направили на поддержку Украины в сфере безопасности (подготовку военнослужащих и закупку военной техники) более 1 млрд долларов.
В июле 2018 года группа американских компаний Raytheon — Lockheed получила от Пентагона контракт на производство противотанковых ракетных комплексов Javelin, в том числе, для Украины. Как сообщил в конце августа 2018 года посол Украины в США Валерий Чалый, Украина направила США официальный запрос на покупку трёх систем ПВО. По его словам, Украина также нуждается в БПЛА, контрбатарейных РЛС и контрснайперских системах. Эти потребности были озвучены на встречах президента Украины Петра Порошенко с президентом США Дональдом Трампом и его советником по национальной безопасности Джоном Болтоном.
В марте 2018 года Курт Волкер заявил, что Донецкая и Луганская народные республики должны быть ликвидированы, поскольку не соответствуют Конституции Украины. По его словам, эти республики «являются образованиями, которые созданы Россией для того, чтобы помочь замаскировать роль РФ и укрепить продолжающийся конфликт».

### Украина — Европейский союз
Новая украинская власть сразу же получила признание со стороны Евросоюза и США. 24 февраля официальный представитель Еврокомиссии Оливье Байи заявил в Брюсселе, что Еврокомиссия признала легитимным назначение Александра Турчинова исполняющим обязанности президента Украины.
2 марта 2014 года новое руководство Украины распорядилось возобновить процесс евроинтеграции. 21 марта представители Евросоюза и Арсений Яценюк подписали политический блок Соглашения об ассоциации. 27 июня была подписана экономическая часть Соглашения.
11 июля 2014 года в Брюсселе прошли первые трёхсторонние переговоры России, Евросоюза и Украины по реализации Соглашения об ассоциации Евросоюза и Украины. Стороны обсудили практические вопросы реализации соглашения о свободной торговле, входящего в экономический блок Соглашения об ассоциации, в контексте его влияния на торговлю между Россией и Украиной.
12 сентября 2014 года на вторых трёхсторонних переговорах Украина-Россия-ЕС была достигнута договорённость об отсрочке имплементации соглашения о создании глубокой всеобъемлющей зоны свободной торговли в рамках ассоциации Украины с ЕС до, как минимум, конца 2015 года и о сохранении на протяжении этого срока режима свободной торговли в рамках СНГ. В ходе переговоров, продолжавшихся до конца 2015 года, предложения российской стороны приняты не были, и 16 декабря 2015 года президент РФ Владимир Путин подписал указ о приостановлении с 1 января 2016 года действия договора о зоне свободной торговли СНГ в отношении Украины «в связи с исключительными обстоятельствами, затрагивающими интересы и экономическую безопасность РФ и требующими принятия безотлагательных мер».
16 сентября 2014 года Верховная рада одобрила законопроект о ратификации Соглашения об ассоциации между Украиной и Европейским союзом, который в тот же день был подписан президентом Петром Порошенко. С 1 ноября 2014 года Украина приступила к реализации основных положений Соглашения, исключая создание зоны свободной торговли.
Несмотря на подписание Украиной Соглашения об ассоциации, инвестиционные показатели страны на фоне продолжающегося вооружённого конфликта в Донбассе ухудшились, а ключевые отрасли экономики (в том числе экспортоориентированные) погрузились в глубокий кризис. Торговля со странами СНГ упала, и хотя негативное сальдо в торговле со странами СНГ частично сократилось, но объясняется это в основном падением объёмов закупок российского газа за счёт использования газа из газовых хранилищ, принадлежащего Евросоюзу, а не Украине. За 11 месяцев 2014 года экспорт в страны ЕС вырос лишь на 5 %, а по итогам первых четырёх месяцев 2015 года упал на 35 %, или на 2,2 млрд долл., по сравнению с аналогичным периодом предыдущего года. За январь-апрель 2015 года доля экспорта в страны ЕС составила 34 % от общего объёма украинского экспорта, при том что суммарный экспорт с Украины упал на 34,7 % по сравнению с аналогичным периодом предыдущего года.

### Украина — НАТО

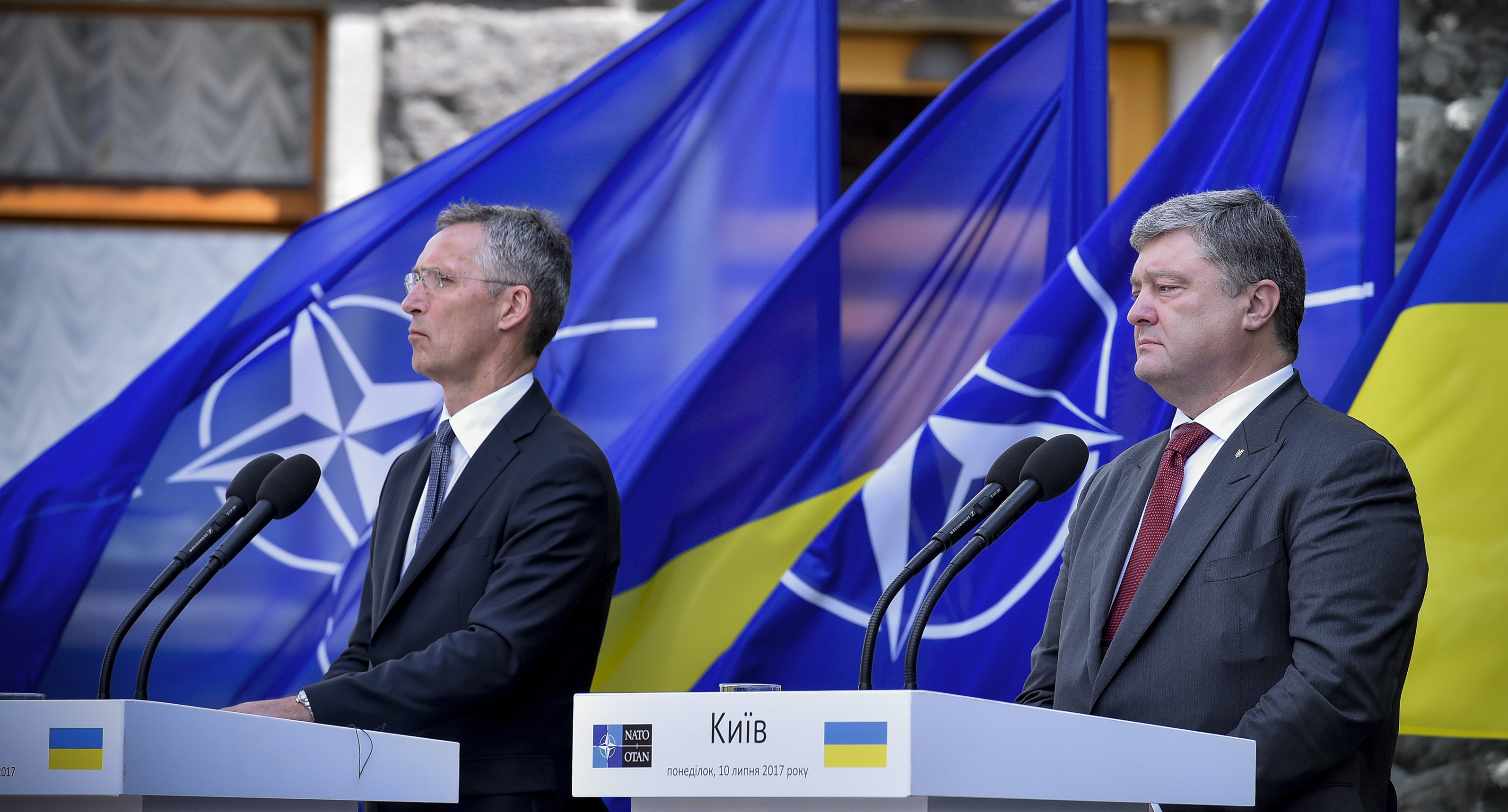
Порошенко и генеральный секретарь НАТО Йенс Столтенберг

Выступая на открытии сессии Верховной рады 27 ноября 2014 года, Порошенко заявил о возобновлении курса на интеграцию Украины в НАТО, поскольку внеблоковый «статус Украины не может гарантировать нашу безопасность и территориальную целостность». 23 декабря 2014 года Верховная рада отменила внеблоковый статус Украины. В пояснительной записке к законопроекту указывалось, что внеблоковый статус оказался неэффективным с точки зрения защиты государства от внешнего давления и агрессии. В разделе об основных принципах внешней политики закона «Об основах внутренней и внешней политики» закреплена норма об углублении сотрудничества с НАТО «для достижения критериев, необходимых для приобретения членства в этой организации».
Согласно новой редакции Военной доктрины Украины, обнародованной 24 сентября 2015 года на официальном сайте президента Украины, Украина считает приоритетной задачей углубление сотрудничества с НАТО и достижение до 2020 года полной совместимости ВСУ с соответствующими силами стран-членов НАТО. Отказываясь от внеблокового статуса, Украина намерена изменить подходы к обеспечению национальной безопасности, уделяя приоритет «участию в усовершенствовании и развитии евроатлантической и европейской систем коллективной безопасности». «Для этого Украина будет интегрироваться в европейское политическое, экономическое, правовое пространство с целью получения членства в ЕС, а также углублять сотрудничество с НАТО для достижения критериев, необходимых для членства в этой организации», — говорится в документе.
Углубление сотрудничества с НАТО предусматривает развитие многосторонних отношений, в частности в рамках Хартии об особом партнёрстве между Украиной и НАТО, программы «Партнёрство ради мира», Концепции оперативных возможностей НАТО (ОСС), Процесса планирования и оценки Сил НАТО (PARP) и Средиземноморского диалога, участие в совместных с НАТО операциях, реформирование ВСУ с целью внедрения стандартов НАТО, обеспечения мобильности ВСУ и оперативности их развёртывания, обеспечение подготовленности личного состава, технической совместимости вооружения, военной и специальной техники, а также оперативной совместимости подразделений ВСУ и государств-членов НАТО.
2 февраля 2017 года президент Украины Пётр Порошенко в интервью изданиям немецкой медиагруппы Funke заявил о намерении провести референдум по вступлению в НАТО (это намерение так и осталось декларацией). 8 июня 2017 года Верховная рада проголосовала за законопроект, которым закрепила на законодательном уровне интеграцию Украины в евроатлантическое пространство безопасности с целью обретения членства в НАТО в качестве одного из приоритетов внешней политики. 10 июля генсек НАТО Йенс Столтенберг открыл новый офис организации в Киеве для размещения Офиса связи и Центра информации и документации Североатлантического альянса.
Как стало известно 10 марта 2018 года, Украина получила статус страны-аспиранта НАТО. В тот же день президент Украины Порошенко направил руководству НАТО письмо, в котором попросил предоставить его стране план действий по членству в НАТО. Спецпредставитель США по Украине Курт Волкер заявил, однако, что Украина пока не готова к тому, чтобы стать полноправным членом организации.
5 июля 2018 года президент Порошенко подписал закон «О национальной безопасности Украины», который, по его словам, «будет способствовать достижению совместимости в оборонной сфере со странами НАТО». Закон устанавливает гражданский контроль над деятельностью Минобороны и СБУ.
12 июля 2018 года в Брюсселе в рамках саммита НАТО состоялось заседание в формате Украина—Грузия—НАТО (NATO Engages), в котором приняли участие президенты Пётр Порошенко и Георгий Маргвелашвили. Как следовало из их совместного выступления, стремиться в НАТО Украину и Грузию страны заставляют действия России. Как заявил Порошенко, «Один из постоянных членов Совбеза ООН — агрессор. В этих условиях единственный механизм, который работает,— это НАТО». По словам Порошенко, вступление в НАТО — это «цивилизационный выбор, который однозначно поддерживается народом Украины… Мы не будем ни у кого спрашивать разрешения, стать членом НАТО или нет». В декларации по итогам саммита НАТО было заявлено, что Украина имеет право «определять своё будущее и курс внешней политики, свободный от внешнего вмешательства».
Тем не менее генеральный секретарь НАТО Йенс Столтенберг объявил, что НАТО пока не будет предлагать Украине участие в программе расширенных возможностей (Enhanced Opportunity Program), которая позволяет дружественным странам взаимодействовать в рамках совместных операций и учений. Как заявляют в штаб-квартире НАТО, взаимодействие с Украиной ведётся в иных форматах, связанных с конфликтом в Донбассе и необходимостью «немедленных реформ»: НАТО оказывает Украине поддержку путём предоставления советников из стран альянса, а также через трастовые фонды помощи ВСУ.
Осенью 2018 года Верховная рада Украины в первом чтении одобрила законопроект о внесении изменений в конституцию страны, закрепляющих стратегический курс на получение полноправного членства Украины в Евросоюзе и НАТО. 7 февраля 2019 года документ был принят в целом и 21 февраля вступил в силу.